# 松川るい
松川 るい（まつかわ るい、現姓：新居、1971年2月26日 - ）は、日本の政治家、外交官。自由民主党所属の参議院議員（2期）、自由民主党副幹事長。

## 来歴
奈良県生まれ、大阪府育ち。四天王寺中学校・高等学校卒業。1992年、外務公務員採用一種試験（外交官試験）合格。
1993年3月、東京大学法学部第2類（公法コース）卒業。同年4月、外務省入省。
1997年、アメリカ合衆国のジョージタウン大学国際関係大学院を修了し、修士号を取得。
1999年、外務省条約局法規課課長補佐。
2002年、アジア大洋州局地域政策課課長補佐。
外務省では、国際宇宙ステーション、みなみまぐろ国際裁判、ASEAN協力や日中韓協力、タイやフィリピン等、対ASEAN諸国の外交交渉に携わり、2004年から軍縮会議日本政府代表部一等書記官として核軍縮インテリジェンス部門で国際情勢分析に取り組んだ。国際情報統括官組織首席事務官を経て、2011年、日中韓の三国が韓国のソウルに設立した日中韓三国協力事務局で申鳳吉局長のもとで次長に就任し、2013年まで務める。
2014年、安倍内閣が掲げる「女性が輝く世界」を推進するため、外務省に新設された女性参画推進室の初代室長に起用された。

### 参議院議員
2016年、外務省を退官した。
同年、自由民主党大阪府支部連合会が実施した第24回参議院議員通常選挙の候補者公募に合格し、府連は大阪府選挙区（定数4）での公認を党本部に申請。自民党公認で大阪府選挙区から出馬し、同区トップの得票数で初当選した。
2022年5月、ロシアのウクライナ侵攻に伴うロシア政府による日本への報復措置（ロシア連邦への日本政府の政策に対する報復措置に関してのロシア外務省声明）によって、ロシア連邦への入国を恒久的に禁止された。
2022年7月、第26回参議院議員通常選挙にて、2位で再選。
2023年9月、自由民主党女性局がフランス研修を行った際にSNSに投稿した写真が「まるで観光旅行だ」などと批判を浴びたことを受け党女性局長を辞任（詳細は後述）。
2024年1月10日、自民党は派閥の政治資金パーティーをめぐる問題を受けて、臨時の総務会を開催。再発防止策などを検討するため、「政治刷新本部」の設置を決めた。安倍派からは岡田直樹、野上浩太郎、佐々木紀、髙階恵美子、上野通子、太田房江、松川るい、吉川有美、藤原崇、高橋はるみの10議員がメンバー入りした。同年1月13日、この10議員のうち、髙階を除く9人がパーティー収入の一部を政治資金収支報告書に記載せず裏金にしていた疑いがあることが明らかとなった。1月23日、松川は記者団の取材に応じ、2019年から2022年にかけての4年間で計204万円の裏金を派閥から受け取っていたことを明かした。
2025年8月12日、参院選敗北の引責で青山繁晴会長が辞任したことを受け自由民主党大阪府支部連合会会長代行に選出された。

## 政策・主張

### 憲法
- 憲法改正について、2016年の朝日新聞社、2022年のNHKのアンケートで「賛成」と回答[19][20]。

- 9条改憲
  - 2016年の毎日新聞社のアンケートで「賛成」と回答[21]。
  - 2022年のNHKのアンケートでは、9条への自衛隊の明記について、「賛成」と回答[20]。毎日新聞のアンケートでは、「改正して自衛隊を他国同様、軍隊に位置付けるべきだ」と回答[22]。

- 憲法を改正し緊急事態条項を設けることについて、2022年のNHKのアンケートで「賛成」と回答[20]。

### 外交・安全保障
- 「他国からの攻撃が予想される場合には先制攻撃もためらうべきではない」との問題提起に対し、2016年のアンケートで「どちらかと言えば賛成」と回答[19]。

- 敵基地攻撃能力を持つことについて、2022年のNHKのアンケートで「賛成」と回答[20]。

- 「北朝鮮に対しては対話よりも圧力を優先すべきだ」との問題提起に対し、2016年のアンケートで「どちらとも言えない」と回答[19]。

- 安全保障関連法の成立について、2016年の毎日新聞社のアンケートで「今の法制でよい」と回答[21]。

- 普天間基地の辺野古移設について、2016年、2022年の毎日新聞社のアンケートで「賛成」と回答[21][22]。

- ロシアは2022年2月24日、ウクライナへの全面的な軍事侵攻を開始した[23]。日本政府が行ったロシアに対する制裁措置についてどう考えるかとの問いに対し、2022年のNHKのアンケートで「適切だ」と回答[20]。

- 2022年6月7日、政府は経済財政運営の指針「骨太方針」を閣議決定した。NATO加盟国が国防費の目標としている「GDP比2％以上」が例示され、防衛力を5年以内に抜本的に強化する方針が明記された[24]。「防衛費を今後どうしていくべきだと考えるか」との問いに対し、2022年のNHKのアンケートで「大幅に増やすべき」と回答[20]。

- 徴用工訴訟問題や慰安婦問題などをめぐり日韓の対立が続くなか、関係改善についてどう考えるかとの問いに対し、2022年の毎日新聞社のアンケートで「韓国政府がより譲歩すべきだ」と回答[22]。

### ジェンダー
- 選択的夫婦別姓制度の導入について、2016年のアンケートで「どちらとも言えない」と回答[19]。2022年のNHKのアンケートで回答しなかった[20]。同年の毎日新聞社のアンケートで、選択肢以外の回答をした[22]。

- 同性婚を可能とする法改正について、2016年のアンケートで「どちらとも言えない」と回答[19]。2022年のNHKのアンケートで回答しなかった[20]。同年の毎日新聞社のアンケートで、選択肢以外の回答をした[22]。

- クオータ制の導入について、2016年のアンケートで「どちらかと言えば賛成」と回答[19]。2022年のNHKのアンケートで「賛成」と回答[20]。

### 税制
- 日本の消費税負担は低く、消費税の引き上げを着実に実施しなければならないとしている。「消費税の負担割合が、これも諸外国と比べてむしろ低い方ではないかと私は思っております。スウェーデン、デンマーク、ノルウェーが25％、フランスでも19.6％、ドイツは19％なわけです」[25]。

### その他
- 永住外国人への地方参政権付与について、2016年のアンケートで「反対」と回答[19]。

- 首相の靖国神社参拝について、2016年のアンケートで「どちらとも言えない」と回答[19]。

- 「治安を守るためにプライバシーや個人の権利が制約されるのは当然だ」との問題提起に対し、2016年のアンケートで「どちらかと言えば賛成」と回答[19]。

- 「原子力発電所は日本に必要だと思うか」との問いに対し、2016年の毎日新聞社のアンケートで「必要」と回答[21]。

- 2016年の米国大統領選挙について「ドナルド・トランプとヒラリー・クリントンのどちらを支持するか」との問いに対し、2016年の毎日新聞社のアンケートで「クリントン」と回答[21]。

- 2016年2月8日、高市早苗総務大臣は、放送局が政治的公平性を欠く放送を繰り返した場合、放送法4条違反を理由に電波停止を命じる可能性に言及した[26][27]。安倍晋三首相は2月15日の衆議院予算委員会で野党の批判に反論し、高市の発言を擁護した[28]。政府の姿勢をどう思うかとの問いに対し、2016年の毎日新聞社のアンケートで「問題とは思わない」と回答[21]。

- 統合型リゾート（IR）の大阪湾・夢洲への誘致について、2022年のアンケートで回答しなかった[20]。

## 人物
- 家族は夫の新居雄介と2女[29][30]。
- 公益財団法人日本国際フォーラム（JFIR）の投稿板に定期的に投稿している[31]。
- 母親の田舎は大分県である。

## 不祥事・批判

### 政治資金パーティー収入の裏金問題
2023年12月1日、朝日新聞が、自民党5派閥の政治資金パーティーをめぐる問題で、清和政策研究会（安倍派）が、所属議員が販売ノルマを超えて集めた分の収入を裏金として議員側にキックバックする運用を組織的に続けてきた疑いがあるとスクープした。安倍派は2018～2022年に毎年1回パーティーを開き、計6億5884万円の収入を政治資金収支報告書に記載している。一方、収入・支出のいずれにも記載していない裏金の総額は直近5年間で1億円を超えるとされ（のちに5億円に修正）、共同通信は「実際のパーティー収入は少なくとも8億円前後に膨らむ可能性がある」と報じた。清和政策研究会の政治資金収支報告書の記載内容は下記のとおり。
| 年月日        | パーティー名                 | 会場               | 収入        | 購入者数 | 出典 |
| ------------- | ---------------------------- | ------------------ | ----------- | -------- | ---- |
| 2018年5月22日 | 清和政策研究会との懇親の集い | 東京プリンスホテル | 2億802万円  | 7,021人  | [41] |
| 2019年5月21日 | 清和政策研究会との懇親の集い | 東京プリンスホテル | 1億5338万円 | 5,177人  | [42] |
| 2020年9月28日 | 清和政策研究会との懇親の集い | 東京プリンスホテル | 1億262万円  | 3,464人  | [43] |
| 2021年12月6日 | 清和政策研究会との懇親の集い | 東京プリンスホテル | 1億2万円    | 3,376人  | [44] |
| 2022年5月17日 | 清和政策研究会との懇親の集い | 東京プリンスホテル | 9480万円    | 3,200人  | [36] |
| （合計）      |                              |                    | 6億5884万円 |          |      |
パーティー券は通常1枚2万円であるため、販売枚数が推計できるが、枚数に対する購入者の比率は2018年から2022年にかけてすべて「0.675」で統一されている。日本大学名誉教授の岩井奉信は「絶対にあり得ない」とし、安倍派は政治資金収支報告書に架空の購入者数を記入したとみられる。
同年12月25日、安倍派では少なくとも参議院議員選挙があった2019年と2022年に開いたパーティーについて、改選となる参議院議員に販売ノルマを設けず、集めた収入を全額キックバックしていたことが報道により明らかとなった。
同年12月27日、関西テレビの情報番組『newsランナー』は、裏金問題について安藤優子が松川を取材した際の質疑応答を放送。「ご自身にやましいことはないか」との問いに、松川は「全くありません」と答えた。
2024年1月13日、自民党が同月に設置した「政治刷新本部」をめぐり、安倍派からメンバー入りした岡田直樹、野上浩太郎、佐々木紀、髙階恵美子、上野通子、太田房江、松川るい、吉川有美、藤原崇、高橋はるみの10議員のうち、髙階を除く9人がパーティー収入の一部を裏金にしていた疑いがあること明らかとなった。
同年1月23日、松川が2019年から2022年にかけての4年間で計204万円の裏金を派閥から受け取っていたことが明らかとなった。松川は記者団の取材に応じ、パーティー券のノルマ超過分のキックバックについて「全く知らなかった」とした上で「事務所の管理に任せきっていたことについては監督責任を感じている」と陳謝した。

### エッフェル騒動
2023年7月に自由民主党女性局がフランスに広瀬めぐみ、今井絵理子ら38名の参加者を引き連れて外国研修を行うが、その際局長の松川がSNSに今井絵理子ら他の参加者とともにエッフェル塔を背景にポーズを取る写真を掲載。「血税で旅行か」などと批判のコメントが多数書き込まれる事態となった。批判を浴びた松川はポーズを取った写真を削除し、SNSで「真面目な研修なのに誤解を招いてしまい、申し訳ない」と謝罪。費用については「党費と各参加者の自腹」と釈明したが、「議員の収入は税金だ」とさらに批判を招いた。元衆議院議員の宮崎謙介は「地方議員もこれは自費で出しているはずです。現段階では」「でも政務活動費というものがあって、あとから『視察で行っていました』と経費を落とす。そのつもりで行っている議員はいると思います」と解説した。8月1日、自由民主党の世耕弘成参議院幹事長は「観光だと誤解されるような写真をSNSにアップしたのは軽率だった」と述べ、松川を厳重注意したことを明らかにした。一方、松川自身は「研修自体は有意義だった。フランスでの3歳からの幼児教育の義務教育化について経緯や成果を詳しく伺うことができ、政治における女性活躍について上院や下院の方と有意義な意見交換ができた」と説明した。8月21日、女性局長の辞表を提出。22日、受理された。なお、この事件の影響でエッフェル姉さんが流行語になり、2023年ユーキャン新語・流行語大賞にノミネートされたが、惜しくも大賞は逃した。

### その他
- 2020年3月2日、参議院予算委員会での新型コロナウイルスの感染拡大をめぐる質疑において、「高齢者は歩かないから」と野次を飛ばした。質問をしていた立憲民主党の蓮舫議員は「与党議員からこんな発言が飛んできたことに驚いている。こんな認識でいるのか」と批判した[60]。その後松川は記者団の取材に対し「出掛ける頻度が子どもほど活発ではない」という趣旨だったと述べ「舌足らずで誤解を与える表現だった。不快な思いをさせ、率直に反省している」と陳謝した[61][62]。

## 所属団体・議員連盟
- 日本会議国会議員懇談会
- 自民党たばこ議員連盟[63]

## 支援団体
- 全国たばこ販売政治連盟（組織推薦候補者）[64]

## 出演番組

### テレビ
- BSフジLIVE プライムニュース（BSフジ）
- 日経プラス10サタデー（BSジャパン）- 2017年11月11日
- ビートたけしのTVタックル（テレビ朝日）- 2018年4月1日
- 朝まで生テレビ!（テレビ朝日）
- 報道1930（BS-TBS）

### インターネット動画配信
- みのもんたのよるバズ!（AbemaNews）
- 千原ジュニアのキング・オブ・ディベート（AbemaNews）
- 橋下徹のニッポン改造論（AbemaNews）
- 【洋一の部屋】高橋洋一×松川るい（文化人放送局）

### ラジオ
- 岩瀬惠子のスマートNEWS（ラジオ日本）- 2017年12月6日
- 岩瀬惠子のスマートNEWS（ラジオ日本）- 2020年8月19日

### 映画
- 劇場版 センキョナンデス（2023年2月18日、監督：ダースレイダー、プチ鹿島）

## 著書
- 挑戦する力　―It's My Life―（飛鳥新社、2022年）ISBN 9784864108980

## 選挙歴
| 当落 | 選挙                     | 執行日         | 年齢 | 選挙区       | 政党       | 得票数     | 得票率 | 定数 | 得票順位 /候補者数 | 政党内比例順位 /政党当選者数 |
| ---- | ------------------------ | -------------- | ---- | ------------ | ---------- | ---------- | ------ | ---- | ------------------ | ---------------------------- |
| 当   | 第24回参議院議員通常選挙 | 2016年07月10日 | 45   | 大阪府選挙区 | 自由民主党 | 76万1424票 | 20.41% | 4    | 1/9                | /                            |
| 当   | 第26回参議院議員通常選挙 | 2022年07月10日 | 51   | 大阪府選挙区 | 自由民主党 | 72万5243票 | 19.41% | 4    | 2/18               | /                            |

## 同期
1993年に入省した外務省の同期。
- 今西淳（23年ドバイ総領事）
- 今福孝男（24年大臣官房審議官）
- 大河内昭博（24年大臣官房審議官（アジア大洋州局、アジア大洋州局南部アジア部担当））
- 岡野結城子（24年国際文化交流審議官）
- 林誠（24年大臣官房審議官（経済局、アジア大洋州局、アジア大洋州局南部アジア部担当））